# Mascaromyia shabuninae
Mascaromyia shabuninae är en tvåvingeart som beskrevs av Grichanov 1996. Mascaromyia shabuninae ingår i släktet Mascaromyia och familjen styltflugor. Inga underarter finns listade i Catalogue of Life.